# Veliki Lipovec (Horvátország)
 Veliki Lipovec  falu Horvátországban Zágráb megyében. Közigazgatásilag Szamoborhoz tartozik.

## Fekvése
Zágrábtól 28 km-re nyugatra, községközpontjától 8 km-re délnyugatra a Zsumberk-Szamobori-hegység keleti lejtőin fekszik.

## Története
Lipovec várát 1251 előtt Iroszló (Jaroszláv) fia Iván építtette IV. Béla engedélyével. 1283-ban a Babonicsok birtoka lett, akik uradalmi központtá alakították. Mivel a Babonicsok a király ellen lázadtak 1326-ban Károly Róbert megtörte a család hatalmát ekkor veszítték el Lipovecet is. A Babonicsoktól Ákos Mikcs bán foglalta el. Ezután több birtokosa is volt. 1349 körül már a Széchyek az urai, akik nevében Zempcsei-Szvetács nembeli Tybold Iván fia Leukus rendelkezik a vár felett. Ezt követően Mutinai Iván püspök és testvérei uralták, majd házasság révén a Frangepánoké lett. 1618-ban Oklicshoz hasonlóan már Lipovec is romokban állt. Ma csak romjai láthatók.
A falunak 1857-ben 183, 1910-ben 123 lakosa volt. Trianon előtt Zágráb vármegye Szamobori járásához tartozott. A falunak  2011-ben 85 lakosa volt.

## Lakosság
| Lakosság változása | Lakosság változása | Lakosság változása | Lakosság változása | Lakosság változása | Lakosság változása | Lakosság változása | Lakosság változása | Lakosság változása | Lakosság változása | Lakosság változása | Lakosság változása | Lakosság változása | Lakosság változása | Lakosság változása | Lakosság változása |
| ------------------ | ------------------ | ------------------ | ------------------ | ------------------ | ------------------ | ------------------ | ------------------ | ------------------ | ------------------ | ------------------ | ------------------ | ------------------ | ------------------ | ------------------ | ------------------ |
| 1857               | 1869               | 1880               | 1890               | 1900               | 1910               | 1921               | 1931               | 1948               | 1953               | 1961               | 1971               | 1981               | 1991               | 2001               | 2011               |
| 183                | 192                | 234                | 123                | 92                 | 123                | 130                | 164                | 178                | 179                | 170                | 133                | 126                | 109                | 99                 | 85                 |

## Nevezetességei
A falutól délre emelkedő 582 méter magas hegytetőn állnak Lipovec várának maradványai. A várat tulajdonosai ősi birtokközpontjuk Oklics várának mintájára építették fel. Alapterülete elég kicsi, felépítése eléggé felületesen történt. Okiliccsal ellentétben úgy építették, hogy nagy távolságból nem is látható, csak amikor az ellenség már közvetlen közel ment hozzá. Nem világos, hogy harcban vagy elhagyatottságában pusztult-e el.  Mára jelentősebb fala nem maradt.

## Külső hivatkozások
- Szamobor hivatalos oldala
- Szamobor város turisztikai egyesületének honlapja
- Várromok a Szamobori és a Zsumberki hegységben Archiválva 2016. március 6-i dátummal a Wayback Machine-ben
- Lipovec vára – rövid képes ismertető[halott link]